# Observatorio Astronómico del Jura
El Observatorio Astronómico del Jura (nombre original en francés: Observatoire astronomique jurassien) es propiedad de la Sociedad de Astronomía del Jura (Société Jurassienne d'Astronomie; SJA), que también lo opera. Construido en 1993/1998,  está localizado cerca de Vicques en el Cantón del Jura, Suiza. Su código IAU de observatorio es el 185.
El 28 de agosto de 2008 Michel Ory descubrió el cometa periódico P/2008 Q2 (Ory) desde el observatorio.

## Observatorio Oukaïmeden
La Sociedad de Astronomía del Jura, en colaboración con la astrónoma aficionada francesa Claudine Rinner y la Universidad Cadi Ayyad, participa en la Morocco Oukaïmeden Sky Survey (MOSS) (Prospección del Cielo Oukaïmeden), utilizando un telescopio remoto de 0.5 metros en el Observatorio Oukaïmeden (J43), operado por la universidad desde 2007. El observatorio está localizado en las montañas del Alto Atlas, 50 kilómetros al sur de Marrakech, Marruecos.

## Lista de planetas menores descubiertos
Lista de asteroides descubiertos por el equipo del observatorio:
| (42113) Jura         | 15 de enero de 2001   |
| (42191) Thurmann     | 14 de febrero de 2001 |
| (46095) Frédérickoby | 15 de marzo de 2001   |
| (77755) Delémont     | 13 de agosto de 2001  |

| (289600) 2005 GR9 | 1 de abril de 2005  |
| (360762) FRIPON   | 4 de enero de 2005  |
| (450390) 2005 PN5 | 8 de agosto de 2005 |
| (469748) 2005 PO5 | 9 de agosto de 2005 |